# Unió Democràtica i Cristiana Eslovaca – Partit Democràtic
Unió Cristiana i Democràtica Eslovaca – Partit Democràtic (eslovac Slovenská Demokratická a Kresťanská Únia – Demokratická Strana, SDKÚ-DS) és un partit polític eslovac. L'antiga UCDE el 21 de gener de 2006 va absorbir el Partit Democràtic.
El seu cap, Mikuláš Dzurinda, fou primer ministre d'Eslovàquia amb un govern de coalició amb el Partit de la Coalició Hongaresa els anys 2002 - 2006 (l'Aliança del Nou Ciutadà fou membre de la coalició fins al setembre de 2005 i el Moviment Democràtic Cristià fins al febrer de 2006).

## Història
El 1998, l'SDK es va crear com una coalició de cinc petits partits de centredreta i centreesquerra amb la intenció de presentar-se a les Eleccions legislatives eslovaques de 1998. L'acord inicial era formar un partit amb 150 membres i dissoldre'l després de les eleccions del 1998. Mikuláš Dzurinda de SDK va formar un ampli govern de coalició pro-mercat i pro-europeu amb el Partit de l'Esquerra Democràtica (SDL), l'Aliança Hongaresa (SMK) i el Partit de l'Entesa Cívica (SOP)
La coalició SDK no va tenir èxit, i Mikuláš Dzurinda va anunciar la formació d'un nou partit, la Unió Democràtica i Cristiana Eslovaca – Partit Democràtic (SDKÚ) per substituir-la com a partit unifica, però només la Unió Democràtica (DÚ) s'hi va fusionar. La SDK va desaparèixer en 2001, i fins al final de la legislatura el govern el van formar SDKÚ, SDL, Moviment Democràtic Cristià (KDH), SMK, SOP i DS.
A les eleccions legislatives eslovaques de 2006, el partit va obtenir el 18,4% del vot popular i 31 dels 150 escons. El febrer de 2008, el partit lluitava contra la baixa intenció de vot del partit amb la disminució de part urnes. Juraj Liška, un dels líders del partit adjunt, demanà Dzurinda la dimissió com a líder del partit.
A les eleccions legislatives eslovaques de 2010, Direcció - Socialdemocràcia obtingué un 34,79% dels sufragis, tanmateix el SNS va obtenir mals resultats i el HZDS va esdevenir extraparlamentari. Després que Robert Fico demostrés ser incapaç de formar govern, el president Ivan Gašparovič li demanà a Iveta Radičová, com a líder del partit més gran de l'oposició, que formés govern, el 23 de juny del 2010. Radičová va assumir el càrrec de primera ministra, sent la primera dona a Eslovàquia a assolir aquest càrrec, el 8 de juny de 2010, liderant un govern de coalició de centredreta formada pels liberals Llibertat i Solidaritat (SaS), el Moviment Democràtic Cristià (KDH), el partit dels hongaresos Most-Híd i el mateix SKDÚ-DS amb una majoria al parlament, amb 79 escons de 150.
El govern d'Iveta Radičová perdé la confiança del parlament l'11 d'octubre de 2011 a causa de desavinences entre els partits de la coalició governamental per l'ampliació del Fons Europeu d'Estabilitat Financera, fet que portà a la celebració d'eleccions anticipades el 10 de març de 2012, les quals foren guanyades per l'oposició socialdemòcrata amb majoria absoluta. Les eleccions es celebraren enmig d'un important escàndol de corrupció que va implicar polítics locals de centredreta.
SDKU-DS és un membre del Partit Popular Europeu (PPE) i de la Internacional Demòcrata Centrista.

## Resultats electorals

### Consell Nacional
| Any  | Líder             | Vots              | %                 | Escons   | +/– | Govern            |
| ---- | ----------------- | ----------------- | ----------------- | -------- | --- | ----------------- |
| 2002 | Mikuláš Dzurinda  | 433,953           | 15.09 (#2)        | 28 / 150 | 16  | Coalició          |
| 2006 | Mikuláš Dzurinda  | 422,851           | 18.35 (#2)        | 31 / 150 | 3   | Oposició          |
| 2010 | Iveta Radičová    | 390,042           | 15.42 (#2)        | 28 / 150 | 3   | Coalició          |
| 2012 | Mikuláš Dzurinda  | 155,744           | 6.09 (#5)         | 11 / 150 | 17  | Oposició          |
| 2016 | Pavol Frešo       | 6,938             | 0.27 (#15)        | 0 / 150  | 11  | Extraparlamentari |
| 2020 | No van participar | No van participar | No van participar | 0 / 150  | =   | Extraparlamentari |
| 2023 | Branislav Rybárik | 771               | 0.03 (#25)        | 0 / 150  | =   | Extraparlamentari |

### Presidencials
| Any  | Candidat        | 1a volta  | 1a volta | 2a volta  | 2a volta | Resultat |
| Any  | Candidat        | Vots      | %        | Vots      | %        | Resultat |
| ---- | --------------- | --------- | -------- | --------- | -------- | -------- |
| 1999 | Rudolf Schuster | 1,396,950 | 47.37    | 1,727,481 | 57.18    | Victòria |
| 2004 | Eduard Kukan    | 438,920   | 22.10    |           |          | Derrota  |
| 2009 | Iveta Radičová  | 713,735   | 38.05    | 988,808   | 44.47    | Derrota  |
| 2014 | Pavol Hrušovský | 63,298    | 3.33     |           |          | Derrota  |

### Parlament Europeu
| Any  | Vots              | %                 | Escons | +/– |
| ---- | ----------------- | ----------------- | ------ | --- |
| 2004 | 119,954           | 17.09 (#1)        | 3 / 14 |     |
| 2009 | 140,426           | 16.98 (#2)        | 2 / 13 | 1   |
| 2014 | 43,467            | 7.75 (#3)         | 2 / 13 | =   |
| 2019 | No van participar | No van participar | 0 / 13 | 2   |
| 2024 | 416               | 0.03 (#23)        | 0 / 13 | =   |